# 蓝海星
蓝海星是一种生活在热带印度洋-太平洋海域浅水区的海星，它也是一種棘皮動物。它以海膽和貝類為食。蓝海星体色呈亮蓝色、浅蓝色或紫蓝色。蓝海星的感光器官位於其腕的末端。蓝海星的腕足被分成几段後每段也能重新长成新的蓝海星。藍指海星體內有毒素。